# Райчо Николов
Райчо Николов (капитан Райчо, дядо Райчо, Райчо Николаев) е опълченец-поборник, български военен деец и офицер, майор.

## Биография
Райчо Николов е роден в село Райковци в семейството на Никола Трифонов и Ивана Райкова. Учи занаят в Русе при Васил Кожухарин. По време на Кримската война, 1854 г. под влияние на своя попечител, въпреки че е само на 14 г. преплува река Дунав (от град Русе) като използва кратуни, завързани с въже. Съобщава ценни сведения на руското командване относно движението на османските войници. Сведенията е получил от подслушан разговор на турски офицери, които обсъждат нападение през Дунава срещу руските войски, разположени в Гюргево. Награден е с Медал „За усърдие“ (1854). Завършва руско военно училище. Служи в руската армия. Възведен в потомствен дворянин.
Участва в Сръбско-турската война (1876). През Руско-турската война (1877 – 1878) е офицер в Българското опълчение. Командир на I рота от IV Опълченска дружина. Военно звание капитан. Участва в бойните действия.
След войната остава на служба в милицията на Източна Румелия. Автор е на първия български военен устав – Закон за българските войници, отпечатан през 1877 година в гр. Плоещ, Румъния в печатницата на Асен Д. Паничков. Капитан Райчо Николов участва в подготовката на Съединението на Княжество България с Източна Румелия. Убит е в Пловдив около Джумая Джамия по време на извършване на Съединението на 6 септември 1885 година. Според друг източник той е застрелян пред днешната централна поща на града докато преследва корумпиран чиновник.

## Памет
Паметник на Райчо Николов (на 14-годишна възраст) има в град Русе, паметни плочи в село Райковци и в град Пловдив. Улици в София (Карта), Варна, Пловдив и Русе носят неговото име. Понастоящем Законът за българските войници, чийто автор е той може да се види в Университета по библиотекознание и информационни технологии в гр. София. Неговите потомци са дарили лични негови вещи на Военноисторическия музей в гр. София - униформа, лични документи, фуражка, ордени, медали, хладно оръжие.